# 錢稻孫
錢稻孫（1887年—1966年），男，浙江吳興（今湖州市）人，中國翻譯家、作家、日本通，譯有《萬葉集選》、近松門左衛門的淨琉璃劇本、井原西鶴的小說、日本民族音樂學家林謙三的《東亞樂器考》、導演黑澤明的電影劇本《羅生門》等書。

## 生平
1900年，錢稻孫隨外交官父親錢恂到日本，完成中學學業后隨家到比利時，在當地接受法語教育，后又到意大利，在羅馬的意大利國立大學完成本科學業。
1910年回中國，1912年中華民國成立后，到教育部工作，1915年升視學（督學）。
與當時同在教育部工作的魯迅、許壽裳交往密切，
1921年，他發表譯作《神曲一臠》，用文言楚辭體裁，從意大利語原文譯出《神曲》地獄篇的前5章。
1927年起在北京國立清華大學教日本語等課程，1931年起專任該校正教授，兼圖書館館長。
華北政務委員會（后與汪精衛政權合併）成立后，他歷任國立北京大學秘書長（1938年起，輔助職稱「總監督」的首長湯爾和）、校長（1940年起，1942年到1943年兼農學院院長）。
中華人民共和國成立后，他在家裡翻譯日本古典文學作品，譯出源氏物語的前幾回，在刊物發表后，影響很好，應人民文學出版社委約，翻譯全部《源氏物語》（未完成），社方改請豐子愷譯出全部后，請他和周作人在責任編輯文潔若協助下校訂譯稿。
錢稻孫是中國史上漢譯但丁《神曲》的第1人，同時是從意大利原文漢譯的第1人，他從原文漢譯《萬葉集》和《源氏物語》，都是史上第1個，雖然都沒有譯完。
1966年，錢稻孫受「文化大革命」衝擊而死于非命，其《源氏物语》译稿亦不翼而飞。